# 東野幸治のニッポン強靭化計画
『東野幸治のニッポン強靭化計画』（ひがしのこうじのニッポンきょうじんかけいかく）は、朝日放送テレビで2021年1月10日から31日まで放送された情報バラエティ番組である。

## 概要
朝日放送テレビは、土曜の午前に放送している『教えて!ニュースライブ 正義のミカタ』の出演者とスタッフにて、日曜深夜に期間限定で新たに東野の冠番組であるバラエティ番組を編成。
番組構成は、人々が抱える日常生活の不満に対する解決策を探った上で、生活を快適になるようにする為に議論しながら、調査する構成である。
各委員が持ち込んだ宅配便の時間指定もっと細かくできないか問題」「男性の小便座ってする人増えてる問題」「傘泥棒問題」「グラドルのイメージビデオで洗車シーンが多すぎ問題」など日常に垣間見える些細な問題をスタッフが経済学や犯罪学の観点など様々な専門家に依頼。解決策を図るVTRでは最終的に突飛な落ちとなることもあり、委員長である東野から却下されることもある。
広島ホームテレビでも、2021年4月に土曜16:00 - 16:30枠で遅れネットしていた。

## 出演者

### 委員長（MC）
- 東野幸治[5]

### 秘書（進行）
- 塚本麻里衣[5]（朝日放送テレビアナウンサー）

### ナレーション
- ほんこん[5]

### 特別顧問
- 高橋洋一（数量政策学者 、元大蔵省官僚、嘉悦大学教授）
- 中野信子（脳科学者）

### 委員（パネラー）
- ナジャ・グランディーバ
- 白間美瑠
- 西田幸治（笑い飯）
- トリンドル玲奈
- 野々村友紀子
- 清水あいり[6]
- 須田慎一郎[6]

### 調査員（リポーター）
- キャタピラーズ

## スタッフ
- 構成：上地茂晴、上野大輔、勝浦慎吾、くらやん
- CAM：松本譲二、中本徹、川崎圭一郎、山本久、川崎拓真
- SW：下村剛司
- MIX：牛越大輔
- S.MIX：谷口洋孝
- LD：重國裕治
- VE：鹿島友樹
- EED：澤田全起、垣見悠斗
- MA：片岡幸司
- 協力：BAX、D-REC、BUDDY、クラッチ.
- 技術協力：アイネックス、関西東通、SOUND-K、ハートス
- 美術協力：グリーン・アート、クラフト、高津商会、インターナショナルクリエイティブ、百花園、ビーム
- 美術：小林沙奈美
- 編成：横田瑠衣（朝日放送テレビ）
- PR：衣川淳子（朝日放送テレビ）
- デスク：田村圭（朝日放送テレビ）
- FD：押切星也（クラッチ.）
- AD：香月クリストフ光（朝日放送テレビ）
- ディレクター：松本剛樹（BUDDY）、光岡麦（BAX）、杉浦圭太（D-REC）、早浪賢（D-REC）
- 演出：石田琢真（朝日放送テレビ）
- プロデューサー：矢野政臣（朝日放送テレビ）
- 制作・著作：朝日放送テレビ